# Ак-Болак-е Могаммад-Госейн-Хан
Ак-Болак-е Могаммад-Госейн-Хан (перс. اق بلاق محمدحسين خان) — село в Ірані, у дегестані Мальмір, у бахші Сарбанд, шагрестані Шазанд остану Марказі. За даними перепису 2006 року, його населення становило 181 особу, що проживали у складі 50 сімей.

## Клімат
Середня річна температура становить 10,27 °C, середня максимальна – 29,54 °C, а середня мінімальна – -12,52 °C. Середня річна кількість опадів – 296 мм.
| Клімат поселення                              | Клімат поселення | Клімат поселення | Клімат поселення | Клімат поселення | Клімат поселення | Клімат поселення | Клімат поселення | Клімат поселення | Клімат поселення | Клімат поселення | Клімат поселення | Клімат поселення | Клімат поселення |
| Показник                                      | Січ.             | Лют.             | Бер.             | Квіт.            | Трав.            | Черв.            | Лип.             | Серп.            | Вер.             | Жовт.            | Лист.            | Груд.            |                  |
| Середній максимум, °C                         | 4,84             | 7,02             | 10,92            | 17,79            | 22,98            | 27,81            | 29,32            | 29,54            | 24,51            | 18,25            | 11,54            | 6,26             |                  |
| Середня температура, °C                       | −3,84            | −1,64            | 2,25             | 9,12             | 14,30            | 19,14            | 23,40            | 23,63            | 18,62            | 12,33            | 5,64             | 0,35             |                  |
| Середній мінімум, °C                          | −12,52           | −10,31           | −6,42            | 0,44             | 5,63             | 10,46            | 17,50            | 17,73            | 12,70            | 6,42             | −0,26            | −5,56            |                  |
| Норма опадів, мм                              | 46               | 40               | 55               | 40               | 33               | 7                | 1                | 1                | 1                | 6                | 26               | 40               |                  |
| Середньомісячна швидкість вітру, м/с          | 1.28             | 2.48             | 2.95             | 2.94             | 2.38             | 2.28             | 2.22             | 2.07             | 2.14             | 1.93             | 1.90             | 1.26             |                  |
| Середньомісячна сонячна радіація, кДж/м²·день | 9493             | 12552            | 15178            | 18398            | 22520            | 27080            | 26025            | 24305            | 21491            | 16047            | 11246            | 9224             |                  |
| --------------------------------------------- | ---------------- | ---------------- | ---------------- | ---------------- | ---------------- | ---------------- | ---------------- | ---------------- | ---------------- | ---------------- | ---------------- | ---------------- | ---------------- |
| Джерело:                                      |                  |                  |                  |                  |                  |                  |                  |                  |                  |                  |                  |                  |                  |